# Ctenitis sinii
Ctenitis sinii är en träjonväxtart som först beskrevs av Ren-Chang Ching, och fick sitt nu gällande namn av Jisaburo Ohwi. Ctenitis sinii ingår i släktet Ctenitis och familjen Dryopteridaceae. Inga underarter finns listade.